# Crassula saginoides
Crassula saginoides är en fetbladsväxtart som först beskrevs av Carl Maximowicz, och fick sitt nu gällande namn av M. Bywater och G.E. Wickens. Crassula saginoides ingår i släktet krassulor, och familjen fetbladsväxter. Inga underarter finns listade i Catalogue of Life.